# 연방해안경비대

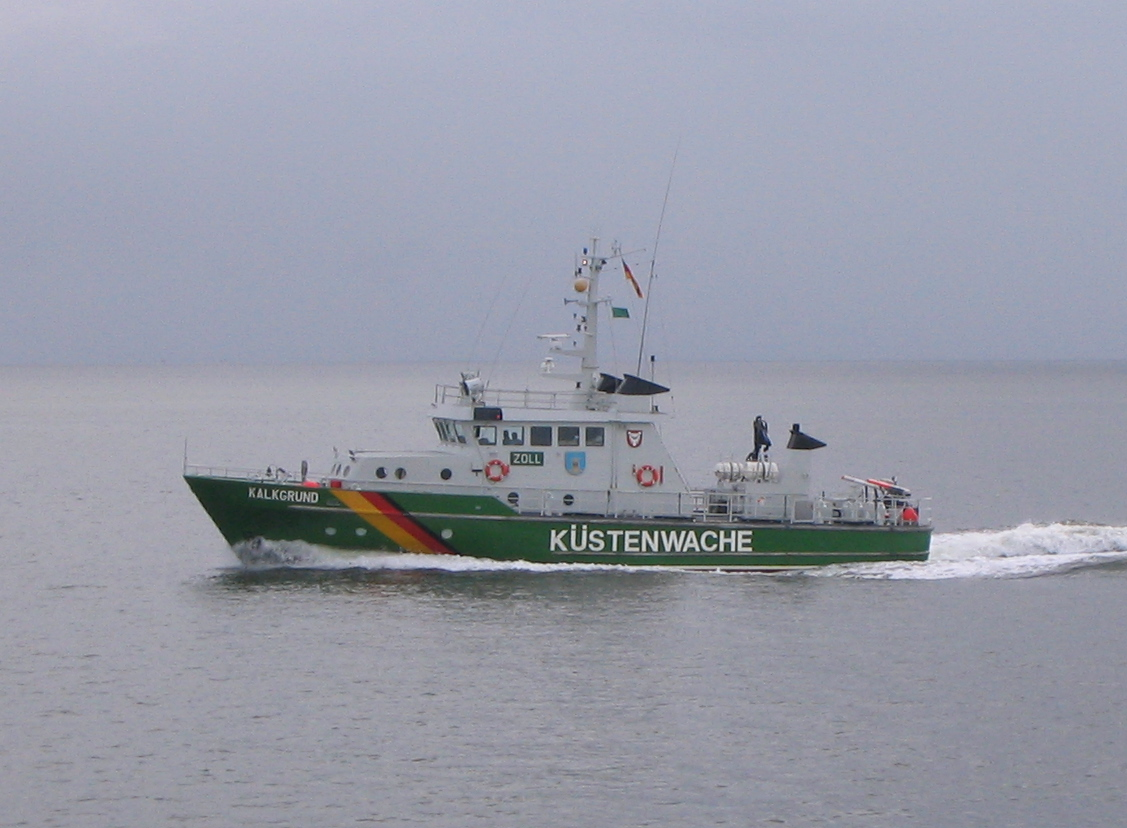

연방해안경비대(독일어: Küstenwache des Bundes 퀴슈텐바헤 데스 분데스[*])는 독일의 연방법집행기관으로, 국경 수비, 해양환경보호, 항해 안전, 어업 보호, 관세 집행 등의 일을 수행한다. 연방해안경비대는 여러 연방기관들을 집합적으로 이르는 것으로, 미국 해안경비대 같은 단일 조직이 아니다.
연방해안경비대 병력 및 인력은 다음 기관들로부터 구성된다.
- 연방내무부 연방경찰 소속 연방경찰국 바드브람슈테트 지국(Bundespolizeidirektion Bad Bramstedt)
- 연방교통정보기반시설부 연방수상운항당국 소속 수로운항총국(GDWS) 킬 및 아우리히 지국
- 연방재무부 연방관세당국 소속 해양검사부대
- 연방식품농무부 소속 연방농업식품기관(BLE)

## 같이 보기
- 독일 해군